# Dajwór
Dajwór – dawny folwark, stanowiący północno-wschodnie przedmieście Kazimierza (przylegał do murów kazimierskich w okolicy obecnej ulicy św. Wawrzyńca).
Folwark powstał na terenie Bawołu, dawnej wsi, obecnie wchodzącej w skład Kazimierza. W XVI wieku folwark był nazywany „Langpetrowskim” i stanowił własność Miasta Kazimierza. W jego pobliżu znajdował się Cmentarz Remuh.
W 1640 roku posiadłość została wydzierżawiona T. Dajworowi, od którego nazwiska pochodzi nazwa folwarku. W latach 1655–1660 posiadłość została zniszczona, podczas potopu szwedzkiego. W pierwszej połowie XIX wieku w pobliżu folwarku znajdowała się znana w mieście cegielnia, znana z produkcji wysokiej jakości dachówek i cegieł.
W 1831 roku podczas trwania epidemii cholery, na terenie folwarku wybudowano szpital dla Żydów. W 1800 roku został włączony w granicę Krakowa. W latach siedemdziesiątych XIX wieku w miejscu dawnego folwarku wytyczono ulicę Dajwór.